# John Jympson
John Jympson (* 16. September 1930 in London; † 3. Juni 2003 ebenda) war ein britischer Filmeditor.

## Leben
Jymspson war ab Ende der 1940er Jahre als Schnittassistent tätig. Er erlernte den Beruf bei Michael Balcon und William Hornbeck. Sein Vater, der Journalist Jympson Harman, hatte ihm über eigene Kontakte in das Filmgeschäft verholfen, nachdem Jympson das Dulwich College verlassen hatte. Die Komödie Das französische Fräulein aus dem Jahr 1960 war seine erste Produktion als eigenständiger Editor. Bis einschließlich 1999 war er bei mehr als 45 Film- und Fernsehproduktionen für den Schnitt verantwortlich. Ein Regisseur, mit dem er mehrmals zusammenarbeitete, war Brian G. Hutton. Nach Fertigstellung des Films Mad Cows aus dem Jahr 1999 erkrankte Jympson an Diabetes und schied aus dem Filmgeschäft aus.
Jymspson hatte ursprünglich den Schnitt von Krieg der Sterne begonnen, wurde aber von Georg Lucas nach etwa der Hälfte der Produktionszeit entlassen und durch Paul Hirsch und Marcia Lucas ersetzt, die schließlich für ihre Arbeit gemeinsam mit Richard Chew einen Oscar für den Besten Schnitt gewannen.
Für seine Montageleistung bei Ein Fisch namens Wanda wurde Jymspson 1989 für den British Academy Film Award in der Kategorie Bester Schnitt nominiert.

## Filmografie
- 1960: Das französische Fräulein (A French Mistress)
- 1960: Suspect
- 1961: Das Geheimnis von Monte Christo (The Treasure of Monte Cristo)
- 1962: Das Netz (A Prize of Arms)
- 1962: Stork Talk
- 1963: It’s All Happening
- 1963: The Man Who Finally Died
- 1964: Zulu
- 1964: Yeah! Yeah! Yeah! (A Hard Day's Night)
- 1964: Ein Fall für Tom Davis (Dingaka)
- 1965: Zwischenfall im Atlantik (The Bedford Incident)
- 1965: Die Verdammten der Kalahari (Sands of the Kalahari)
- 1966: Der Gentleman-Zinker (Kaleidoscope)
- 1967: Marokko 7 (Maroc 7)
- 1967: Bobo ist der Größte (The Bobo)
- 1968: Die Todesfalle (Deadfall)
- 1968: Agenten sterben einsam (Where Eagles Dare)
- 1970: Die Krücke (The Walking Stick)
- 1970: Stoßtrupp Gold (Kelly's Heroes)
- 1971: Flight of the Doves
- 1972: Frenzy
- 1973: Die Nacht der tausend Augen (Night Watch)
- 1973: The Optimists of Nine Elms
- 1974: Die Weltumsegelung (The Dove)
- 1975: The Old Curiosity Shop
- 1976: Frankensteins Spukschloß (Ace Up My Sleeve)
- 1976: Die unglaubliche Sarah (The Incredible Sarah)
- 1977: Das Lächeln einer Sommernacht (A Little Night Music)
- 1979: Meetings with Remarkable Men
- 1981: Das Condor-Komplott (Green Ice)
- 1981: Riding High
- 1983: Höllenjagd bis ans Ende der Welt (High Road to China)
- 1984: Palast der Winde (The Far Pavilions, Fernsehminiserie)
- 1985: Gulag
- 1985: Bad Medicine – Dümmer als der Arzt erlaubt (Bad Medicine)
- 1986: Der kleine Horrorladen (Little Shop of Horrors)
- 1988: Ein Fisch namens Wanda (A Fish Called Wanda)
- 1988: Red End
- 1989: Big Bad Man (The Mighty Quinn)
- 1990: Verführerische Geschichten (Women and Men: Stories of Seduction)
- 1991: King Ralph
- 1992: Housesitter – Lügen haben schöne Beine (HouseSitter)
- 1993: Und ewig schleichen die Erben (Splitting Heirs)
- 1995: Circle of Friends – Im Kreis der Freunde (Circle of Friends)
- 1995: Haunted – Haus der Geister (Haunted)
- 1997: In & Out
- 1999: Mad Cows